# Václav Alois Jung

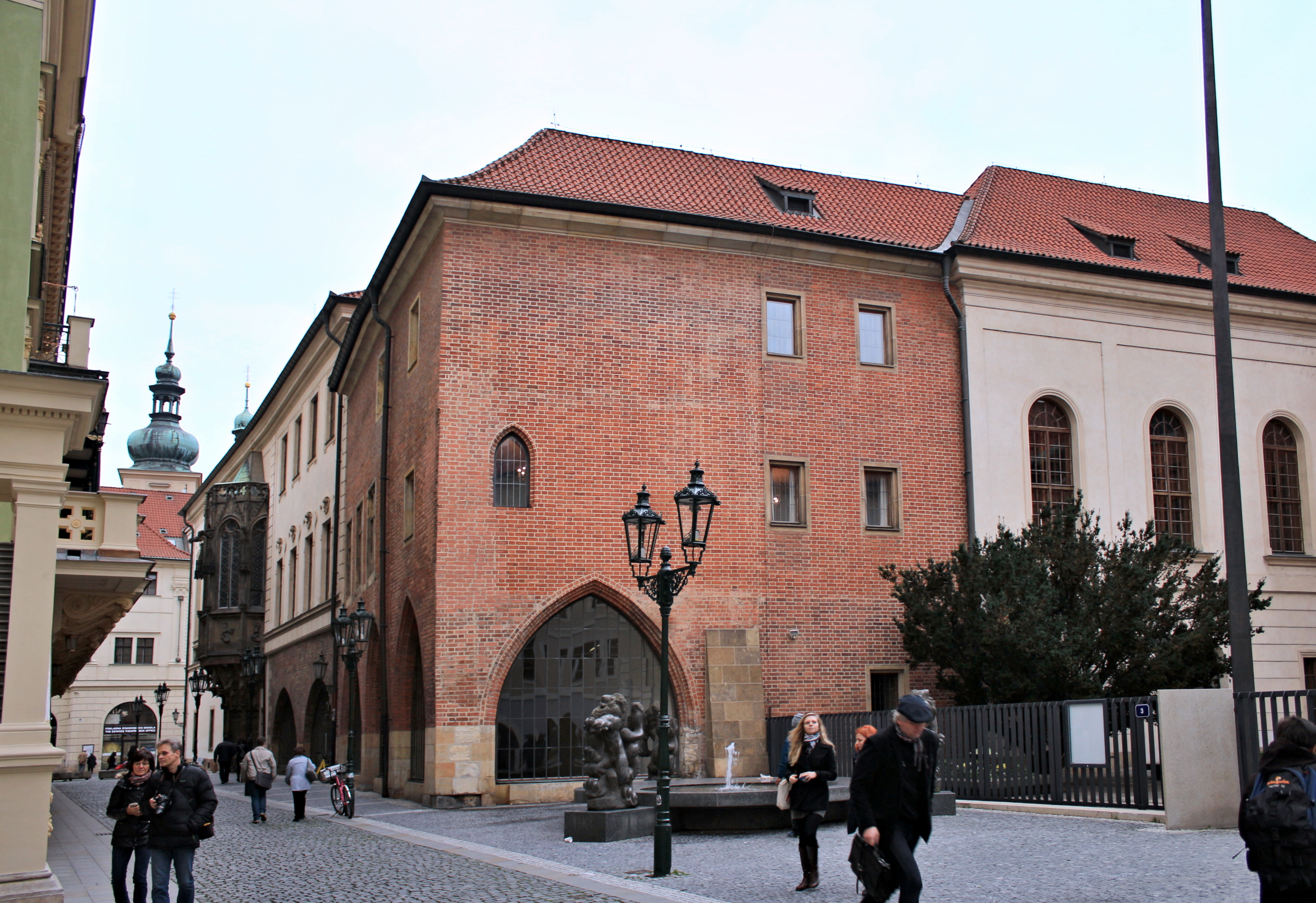
Uniwersytet Karola w Pradze na którym wykładał Jung

Václav Alois Jung (ur. 8 sierpnia 1858 w Rychnovie nad Kněžnou zm. 3 grudnia 1927 w Pradze) – czeski profesor, pisarz, poeta, tłumacz i leksykograf.

## Życiorys
W 1877 opublikował swoje pierwsze poezje, w rok później ukończył rychnovskie gimnazjum. Następnie udał się na dalsze studia do Pragi, gdzie studiował duńską, hiszpańską, angielską oraz rosyjską literaturę. Razem z Janem Hudecem i Jaroslavem Kosiną opracował w 1879 monografię Almanah české omladiny.
W 1892 przetłumaczył Eugeniusza Oniegina Aleksandra Puszkina (było to drugie w historii czeskiej literatury tłumaczenie, pierwszego dokonał Václav Čeněk Bendl w 1860, następnych translacji podjęli się Jindřich Najman (1935), Josef Hora (1937), Jaroslav Janovský (1955), Olga Mašková (1966) oraz Milan Dvořák (1999). Jung tłumaczył również George Bayrona, Walta Whitmana, Iwana Turgieniewa.

W latach 1880–1910 przebywał w USA. Był jednym z ważniejszych czeskich pisarzy emigracyjnych. Zdaniem profesora Vladimíra Papouška: 

Prace wielu autorów (na przykład Vaclav Alois Jung, Jan Havlasa, Josef Mach czy Zdeněk Matěj Kuděj), którzy tradycyjnie są uznani przez historyków czeskiej literatury, nie można interpretować bez ich amerykańskich powiązań, w ogólnym kontekście bez odniesienia do czeskiej literatury emigracyjnej. W szczególności powieść Junga „Rodina Petra Bila” nie można w pełni zrozumieć bez znajomości jego wcześniejszej książki „Na prahu nového světa”, w którym autor stworzył ironiczny portret czeskiej społeczności emigracyjnej pełnej serwilizmu i chciwości. Kładąc nacisk na starotestamentową etykę w „Rodina Petra Bila” działa to jako przeciwwaga dla skorumpowanej moralności. Jak inni czescy pisarze tamtego okresu starał się złamać powszechnie akceptowaną, konserwatywną estetykę.

W Stanach pisarz kontynuował serię artykułów na temat emigracji czeskiej, pracował jako dziennikarz w Nebrasce oraz skarbnik w Banku Narodowym. Po osiemnastu latach pobytu wrócił do Czech, gdzie został profesorem w pilzneńskiej Akademii.
Następnie udał się do carskiej Rosji, w której spędził pół roku. Dzięki obserwacjom pisarza powstał cykl reportaży Půl roku v carské Říši obrázky z Ruska. Ponownie na krótko wyjechał do Stanów. Po powrocie wykładał język angielski na praskim uniwersytecie (Wydział Filozofii). W 1911 opracował i wydał w Pradze Slovník anglicko-český. Słownik cieszył się dużą popularnością, miał kilka edycji, ostatnia pochodzi z 1947 roku. Opracował również kursy języka angielskiego w 1923 publikując Mluvnice jazyka anglického pro školy, kroužky a samouky, a w 1925 Učebnice jazyka anglického pro školy, kroužky a samouky.
W Městská Habrová (dzielnicy Rychnova), w domu, w którym mieszkał profesor 14 czerwca 1931 odsłonięto tablicę pamiątkową.
Podobnie jak František Martin Pelcl, Bohuslav Balbín, Jiří Rychnovský czy Karel Poláček jest jednym z najbardziej znanych mieszkańców Rychnova nad Kněžnou.

## Ważniejsze książki
- Půl roku v carské Říši obrázky z Ruska[13]
- (1903) Na prahu nového světa a rodina Petro Běla (Kus amerického západu)[14]

## Ważniejsze tłumaczenia
- 1892 Aleksander Puszkin Evžén Oněgin: veršovaný román od Alexandra Puškina[15]. (wydanie II pochodzi z 1923/1924)[16]
- 1903 Walt Whitman Vyhlídky demokracie; a Moje kniha a já; Poohlédnutí se nazpět na vlastní cestu; Naše vzácné návštěvy[17].
- 1903 Iwan Turgieniew Běžin luh. Křepelka. Rozhovor. Alumžna...[18]
- (1904)–(1905) George Gordon Byron Don Juan ... Satirický román ve verších.[19]
- 1910 zespołowo tłumaczył Dům a zahrada[20] dzieło brytyjskiego architekta M H Baillie Scotta (1865-1945)[21].
- (1920) Aleksander Puszkin Z Puškinovy lyriky[22]
- (1921) Charles Sarolea (1870-1953) President Masaryk and the spirit of Abraham Lincoln. President Masaryk a duch Abrahama Lincolna[23]